# Mike Dam
Mike Dam (Haarlem, 23 oktober 1990) is een Nederlands voetballer die als aanvaller voor Telstar speelde.

## Carrière
Mike Dam speelde in de jeugd van HFC EDO en VV Young Boys. Via IJ.V.V. Stormvogels kwam hij in 2011 bij Telstar terecht. Hij debuteerde voor Telstar in de Eerste divisie op 15 augustus 2011, in de met 0-0 gelijkgespeelde thuiswedstrijd tegen FC Den Bosch. Hij kwam in de 73e minuut in het veld voor Johan Plat. Hij speelde nog twee wedstrijden in dit seizoen, waarna hij in de winterstop naar SV ARC vertrok. Hier speelde hij een half jaar, waarna hij een jaar bij vv Noordwijk speelde. Van 2013 tot 2019, met uitzondering van een jaar bij zijn oude club Stormvogels, speelde hij voor Ter Leede. Sinds 2019 speelt hij voor FC Aalsmeer.

### Statistieken
| Seizoen                       | Club           | Land           | Competitie         | Competitie | Competitie | Beker | Beker | Totaal | Totaal |
| Seizoen                       | Club           | Land           | Competitie         | Wed.       | Dlp.       | Wed.  | Dlp.  | Wed.   | Dlp.   |
| ----------------------------- | -------------- | -------------- | ------------------ | ---------- | ---------- | ----- | ----- | ------ | ------ |
| 2010/11                       | Telstar        | Nederland      | Eerste divisie     | 0          | 0          | 0     | 0     | 0      | 0      |
| 2011/12                       | Telstar        | Nederland      | Eerste divisie     | 3          | 0          | 0     | 0     | 3      | 0      |
| 2011/12                       | SV ARC         | Nederland      | Topklasse zaterdag | 3          | 0          | 0     | 0     | 3      | 0      |
| 2012/13                       | vv Noordwijk   | Nederland      | Topklasse zaterdag | 26         | 10         | 2     | 0     | 28     | 10     |
| 2013/14                       | Ter Leede      | Nederland      | Topklasse zaterdag | 16         | 6          | 1     | 0     | 17     | 6      |
| Carrièretotaal                | Carrièretotaal | Carrièretotaal | Carrièretotaal     | 48         | 16         | 3     | 0     | 51     | 16     |
| Bijgewerkt op 5 februari 2019 |                |                |                    |            |            |       |       |        |        |